# Praia do Porto (Imbituba)
A Praia do Porto é uma das praias brasileiras do município de Imbituba, em Santa Catarina.
O litoral proporciona a observação dos navios que embarcam e desembarcam do Porto de Imbituba. Os molhes servem de locais de pesca, já que a praia possui uma grande comunidade de pescadores. Do século XVIII até o ano de 1973, apoiou a inauguração da IV Armação da Pesca da Baleia do Brasil. Os mamíferos eram caçados em alto mar e rebocados até o litoral. Hoje a praia é um lugar de preservação das baleias.